# Iglesia del Divino Salvador (Escacena del Campo)
La iglesia del Divino Salvador de Escacena del Campo es un templo parroquial consagrado al culto católico y considerado Bien de Interés Cultural con la antigua categoría de Monumento Histórico-Artístico desde 1975. 

## Historia
La Iglesia del Divino Salvador es el resultado de un proceso constructivo que, a través de diversas reparaciones y ampliaciones, se extiende en lo esencial, entre los siglos XIII d. C. y XVIII d. C. 
Su fábrica original, en estilo gótico-mudéjar emparentado con la serie de Iglesias Parroquiales sevillanas, se suele datar en el XIV d. C., su construcción sería por tanto coetánea de las iglesias de la serie sevillana, como por ejemplo Santa Lucía. No obstante, durante la restauración de sus cubiertas en 1973 el arquitecto Alfonso Jiménez, en su análisis histórico, data restos mudéjares del siglo XIII d. C. pertenecientes, fundamentalmente al actual crucero donde pudo estar en origen el presbiterio. A este primitivo templo mudéjar pertenecerían además de dicho crucero, las tres naves separadas por arcos apuntados que conforman el cuerpo principal de la Iglesia. 
Durante los siglos posteriores es sometida a diversas obras de conservación y mejora. En la segunda mitad del siglo XVIII d. C. debido, según algunos autores al terremoto de 1755, el templo sufre importantes desperfectos en su fábrica por lo que es reconocido en 1768 por el maestro mayor José Álvarez que ve la necesidad de someter a reparación las cubiertas, especialmente las de la nave central por estar muy recalada. A ese efecto el Cabildo Catedral de Sevilla autoriza la reparación a cargo de los efectos decimales. Según consta en el inventario parroquial de 1787, la obra no debió ceñirse a dicha reparación, pues además de cubrirse con bóveda de medio cañón la nave central, se añadieron un crucero y un presbiterio, además de una nueva sacristía. De esa misma época parecen datar los coros altos y bajo, la torre fachada y la portada del lado de la Epístola de indudable estilo dieciochesco. 
Esta unión de estilos le da su característico aspecto barroco, sin perder la pureza y simplicidad de volúmenes propia del mudéjar.

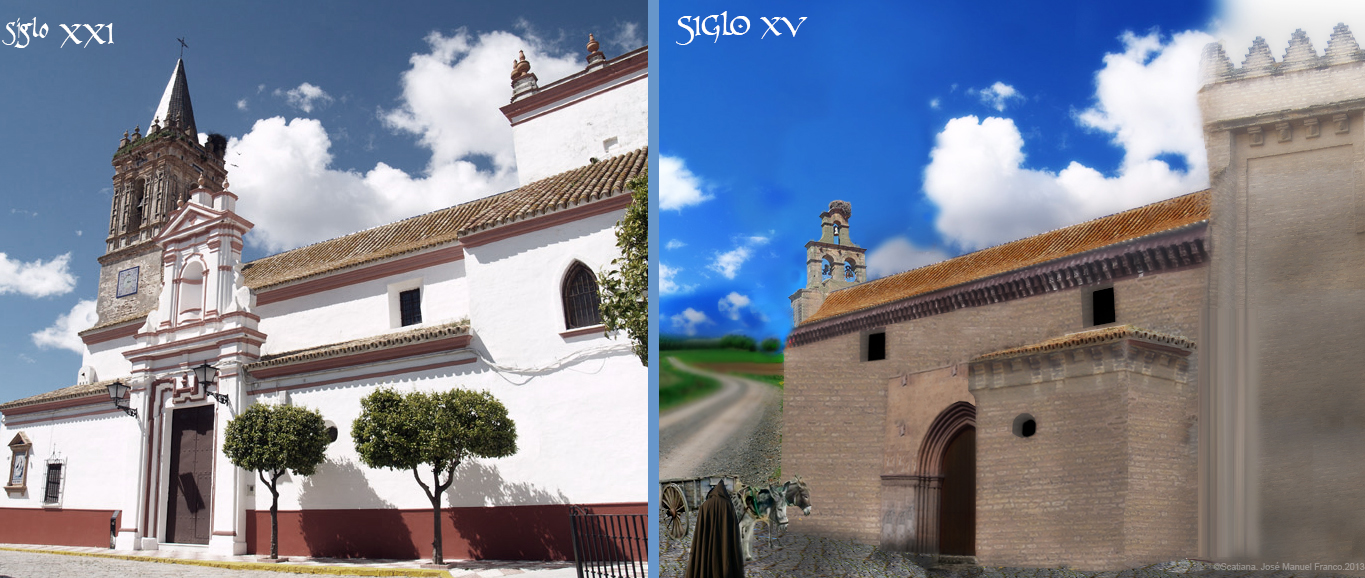
Recreación de la Iglesia Divino Salvador en el (derecha). Iglesia actual (izquierda)

## Descripción
Consta de tres naves separadas por arcos apuntados de ojiva doblada sostenidos sobre pilares cruciformes, además de un transepto apenas perceptible en planta y capilla mayor. La nave central, como suele ser habitual en la serie de iglesias del gótico-mudéjar sevillano es más alta y ancha que las laterales. La de en medio se cubre de bóveda de cañón y las laterales son de colgadizo de madera. 
El crucero se abre a la nave central a través de un arco apuntado. Está compuesto de fuertes muros, lo que ha llevado a afirmar a algunos autores que se trata de un torreón defensivo existente antes de la construcción de la iglesia, idea que ven afirmada por el hecho de haber estado almenado hasta la reforma dieciochesca. Está cubierto por cúpula de media naranja sobre pechinas y enlaza con los brazos del crucero mediante dos arcos apuntados. El presbiterio se abre al crucero mediante un arco de medio punto, es de testero plano y está cubierto de bóveda de cañón con lunetos. La capilla bautismal se encuentra al final de la nave del evangelio. A los pies de las tres naves aparecen sendos coros altos, el central se compone de un balcón decorado con yeserías y albergó antiguamente el desaparecido órgano; las tribunas laterales, idénticas entre sí y más sobrias en su decoración que la central, descansan sobre bóvedas de cañón con lunetos. En el último tramo de la nave central se encuentra el coro bajo, todos estos coros son obra del XVIII d. C. Es muy peculiar la existencia de coros alto y bajo en esta Iglesia, característica casi única entre las de la zona. Hay dos pequeñas capillas adosadas a las naves laterales a la altura del primer tramo, su existencia es anterior al siglo XVI, pues ya en esa época se dantan enterramientos y capellanías fundadas en ellas.
Al exterior presenta tres portadas. La del lado del evangelio es muy sobria, con un sencillo entablamento sobre dos columnas toscanas que enmarcan una puerta adintelada. La del lado de la epístola sin embargo es mucho más destacable, enmarcada por una moldura con quiebros, está coronada por un segundo cuerpo compuesto de grácil y grandilocuente espadaña dieciochesca que alberga una hornacina. Esta puerta se abre a un zaguán de entrada desde el que se accede a la iglesia y a la colecturía. La torre fachada construida a los pies de la nave central está adosada a una portada mudéjar que debió ser la primitiva de la parroquia y que aparece ahora oculta por la torre. Dicha torre se compone de dos cuerpos, en el inferior se abre la portada y en el superior se encuentra el campanario con cuatro ventanas con pretil de forja, enmarcadas por azulejería y coronado por chapitel cubierto también de azulejos. Perpendicular a la torre encontramos también una pequeña espadaña con campana.
El crucero y el presbiterio presentan un desvío perceptible con respecto al eje longitudinal del cuerpo principal.

## Bienes Muebles
La característica principal de los bienes muebles de la Iglesia del Divino Salvador es su heterogeneidad y su diversidad en cuanto a épocas, estilos y autores. Esta diversidad se debe por un lado a las distintas reformas y ampliaciones a que ha sido sometido el edificio y por otro a que, a medida que desaparecían conventos y ermitas en la población, parte de sus enseres fueron llegando e incorporándose a la parroquia. Quizá entre sus bienes muebles lo más destacable es la colección de retablos de distintos estilos, escuelas y épocas. 
Entre sus retablos destacan:
- Retablo Mayor. De estilo barroco, dedicado al Salvador, titular de la Parroquia. Se compone de dos cuerpos sobre banco corrido y tres calles separadas por columnas salomónicas. Es obra del retablista barroco Bernardo Simón de Pineda[9] encargada a éste en 1692 por el beneficiado parroquial Francisco de Toro.